# 위민온웹

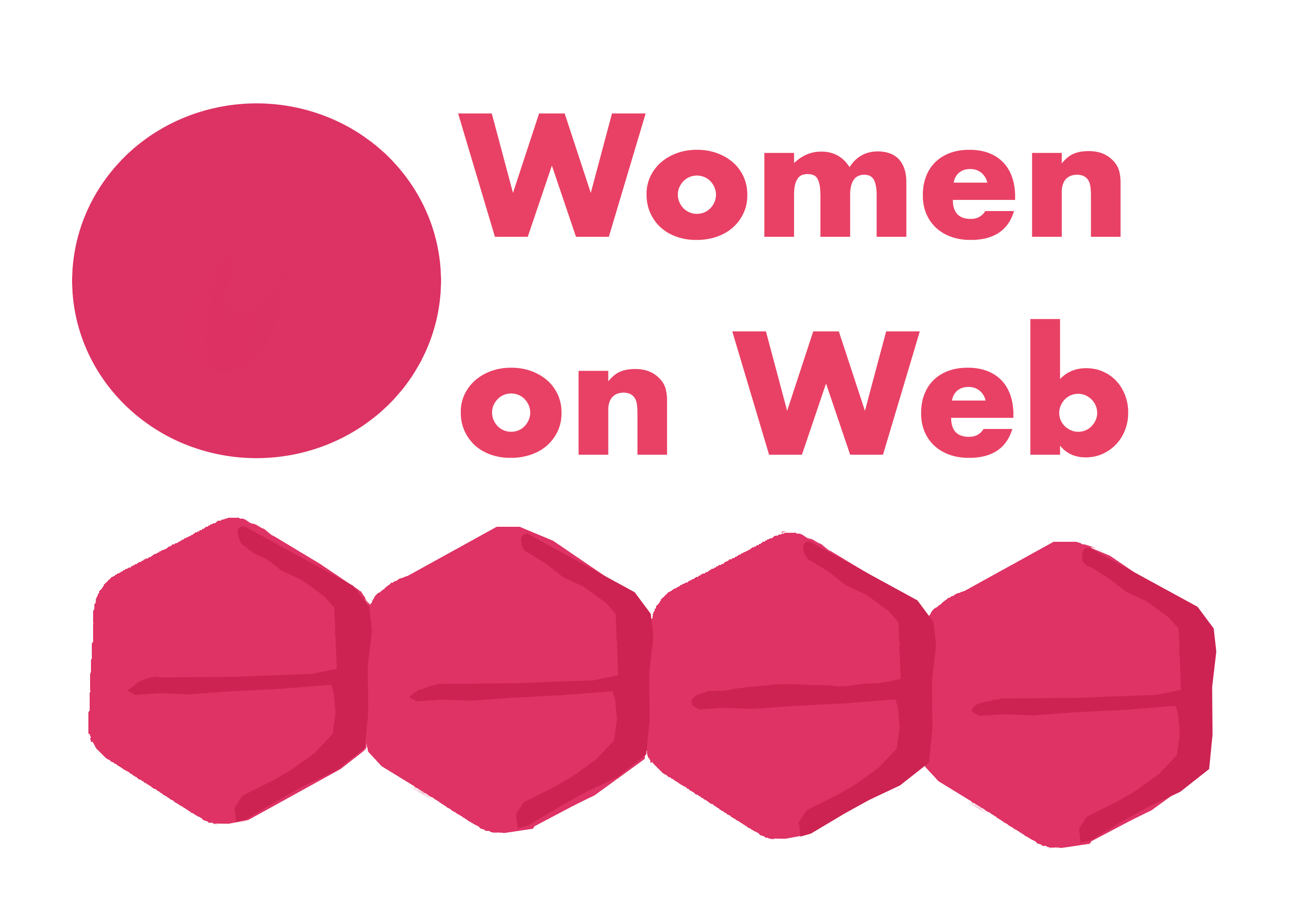
위민온웹

위민온웹(Women on Web)은 여러 국가에서 액세스 가능한 온라인 낙태 서비스로 알려진 안전한 낙태에 대한 액세스를 높이는 것을 목표로 하는 캐나다의 비영리 단체이다. 이 단체는 2005년 네덜란드 의사인 레베카 곰퍼트 박사에 의해 설립되었다.
위민온웹 헬프데스크는 아랍어, 영어, 프랑스어, 독일어, 일본어, 한국어, 헝가리어, 인도네시아어, 이탈리아어, 페르시아어, 폴란드어, 포르투갈어, 러시아어, 스페인어, 태국어, 터키어 등 16개 언어로 정보와 지원을 제공한다. 그들의 의료팀은 온라인 의학 상담과 약물 임신중지(낙태)를 위한 알약 전달을 제공한다.
자가관리 의약품 임신중지는 임신 12주 전에 집에서 미페프리스톤과 미소프로스톨로 이뤄진다. 미페프리스톤과 미소프로스톨은 임신 초기 60일 동안 97%의 유효율로 유산과 유사한 낙태를 유도함으로써 임신을 종료시킨다. 영국 산부인과 학회지에 발표된 2008년 연구는 적절한 정보와 지침이 주어진다면 여성들은 의사가 직접 방문하지 않아도 집에서 미프리스톤과 미소프로스톨을 자가 투여할 수 있다는 것을 발견했다.<ref
위민온웹은 2022년 2월부터 임신 전에 의약품을 먼저 제공받을 수 있는 "임신중지 의약품 사전 제공" 서비스를 제공하고 있다. .